# Armando Albano
Armando Albano (San Paolo, 19 luglio 1909 – Rio de Janeiro, 11 giugno 1942) è stato un cestista brasiliano.

## Carriera
Con il Brasile ha disputato le Olimpiadi di Berlino 1936, giocando contro Canada, Cina, Cile e Polonia. Morì per infarto durante l'intervallo di una partita.